# René Carrillo
René Carrillo Alvarado (Francisco I. Madero, Coahuila de 26 de abril de 1982) es un futbolista mexicano, que juega en la posición de centrocampista.

## Trayectoria
Surgió en las categorías interiores del Club Santos Laguna donde está desde los 16 años, hasta que en el Apertura 2002 hizo su debut como jugador profesional militando en la Real Sociedad de Zacatecas de la Primera División 'A' donde en su temporada debut participó en 15 partidos y anotó tres goles.
Luego de sus actuaciones le valieron entrenar con el primer equipo y finalmente registrarlo para el Apertura 2003 de la mano del técnico Eduardo de la Torre Menchaca, sin embargo no jugó ningún minuto en ese torneo.
Tendría que pasar el siguiente torneo para que hiciera su debut oficial en la Primera División con el club, donde jugaría varios torneos sin tener la regularidad y los minutos suficientes en la cancha.
A pesar de eso estuvo con el equipo por cuatro años solo jugaría en total de 18 partidos en todo ese lapso y jugó su último torneo en la máxima categoría fue el Apertura 2006 sin jugar ningún encuentro y tras no ser requerido por el entrenador Daniel Guzmán tuvo que jugar un año más pero en la filial de la primera al Santos Laguna A donde tuvo regularidad pero fue puesto transferible y desde entonces no se ha vuelto a saber más de él.
No juega fútbol desde 2007 y durante algunos torneos se registraba en los draft para conseguir club.

### Clubes
| Club             | País   | Año         | Partidos | Goles |
| ---------------- | ------ | ----------- | -------- | ----- |
| R.S. Zacatecas   | México | 2002 - 2003 | 32       | 3     |
| C. Santos Laguna | México | 2003 - 2007 | 18       | 0     |
| Santos Laguna A  | México | 2007        | 14       | 0     |

#### Estadísticas
La siguiente tabla detalla los encuentros disputados y los goles marcados en los clubes en los que ha militado.
| R.S. Zacatecas · México                                                                          | 2.ª                 | 2002-03             | 32 | 3 | - | - | - | - | 32 | 3 |
| R.S. Zacatecas · México                                                                          | 2.ª                 | Total               | 32 | 3 | - | - | - | - | 32 | 3 |
| C. Santos Laguna · México                                                                        | 1.ª                 | 2003-04             | 2  | 0 | 1 | 0 | 0 | 0 | 3  | 0 |
| C. Santos Laguna · México                                                                        | 1.ª                 | 2004-05             | 13 | 0 | 1 | 0 | - | - | 14 | 0 |
| C. Santos Laguna · México                                                                        | 1.ª                 | 2005-06             | 3  | 0 | - | - | - | - | 3  | 0 |
| C. Santos Laguna · México                                                                        | 1.ª                 | 2006-07             | 0  | 0 | - | - | - | - | 0  | 0 |
| C. Santos Laguna · México                                                                        | 1.ª                 | Total               | 18 | 0 | 2 | 0 | - | - | 20 | 0 |
| Santos Laguna A · México                                                                         | 2.ª                 | 2006-07             | 2  | 0 | - | - | - | - | 2  | 0 |
| Santos Laguna A · México                                                                         | 2.ª                 | 2007                | 12 | 0 | - | - | - | - | 12 | 0 |
| Santos Laguna A · México                                                                         | 2.ª                 | Total               | 14 | 0 | - | - | - | - | 14 | 0 |
| Total en su carrera                                                                              | Total en su carrera | Total en su carrera | 64 | 3 | 2 | 0 | 0 | 0 | 66 | 3 |
| (1)Incluye datos de la InterLiga (2004 y 2005). (2)Incluye datos de la Copa Libertadores (2004). |                     |                     |    |   |   |   |   |   |    |   |

## Estadísticas

### Resumen estadístico
| Competencia                    | Partidos | Goles |
| ------------------------------ | -------- | ----- |
| Primera División de México     | 18       | 0     |
| Primera División 'A' de México | 46       | 3     |
| Total                          | 64       | 3     |